# Rue des Tongres
La rue des Tongres (en néerlandais: Tongerenstraat) est une rue bruxelloise de la commune d'Etterbeek qui va de l'avenue de Tervueren à la rue de Linthout.
La numérotation des habitations va de 1 à 73 pour le côté impair et de 4 à 60 pour le côté pair.
Comme plusieurs rues du quartier nord d'Etterbeek, elle porte le nom d'un peuple gaulois, les Tongres (rue des Aduatiques, rue des Atrébates, rue des Bataves, avenue des Celtes, rue des Francs, avenue des Gaulois, rue des Ménapiens, rue des Morins, avenue des Nerviens, rue des Sicambres, rue des Taxandres, rue des Tongres, rue des Trévires).

## Adresse notable
- no 39 : galerie du Cinquantenaire